# HD224906
HD224906 — хімічно пекулярна зоря спектрального класу B9, що має видиму зоряну величину в смузі V приблизно  6,2.
Вона  розташована на відстані близько 1331,3 світлових років від Сонця.

## Пекулярний хімічний склад
HD224906 належить до ртутно-манганових зір й її зоряна атмосфера має підвищений вміст Hg та Mn.